# 步大汗薩
步大汗薩（？—？），太安郡狄那县（今山西省晋中市寿阳县）人，北魏、東魏、北齊官员。

## 生平
步大汗薩的祖父步大汗榮曾任金門、化正兩郡的太守，父親步大汗居則為龍驤將軍、領民別將。正光末年六镇之乱發生，他和家人南下避難，在秀容投奔爾朱榮。之後他跟隨爾朱榮到洛陽，以軍功除授揚武軍帳內統軍，賜爵江夏子；平定葛榮後累功加官鎮南將軍。爾朱榮死後，又跟從爾朱兆入洛陽，補任帳內大都督，参与韩陵之战。爾朱兆戰敗，步大汗薩率領部眾投降，高歡任命他為第三領民酋長，遷任秦州鎮城都督、北雍州刺史。東魏天平年間，步大汗薩遷任東壽陽三泉都督，到元象年間，出行燕州，遷任臨川領民大都督，賜爵長廣伯。當時柔然抢掠邊境，高歡派遣步大汗薩安撫招納，事成回來後拜儀同三司，出任五城大都督，鎮守河陽。朝廷又加授他車騎大將軍、開府，進封行唐縣公，減勃海三百戶作為他的食邑。其後他擔任授晉州刺史，別封安陵縣男，食邑二百戶，加官驃騎大將軍。北齊受禪，步大汗薩改封義陽郡公。
天保四年（553年），齊文宣帝高洋命令他和邢景遠率兵襲擊建康，陳霸先上告梁元帝，梁元帝下詔王僧辯防禦建康。次年（554年），步大汗薩領兵四萬奪取涇州。

## 原姓
武汉大学历史系教授姚薇元指出，《魏书·官氏志》中记载“出大汗氏后改为韩氏。”但是姓氏诸书无出大汗氏。《元和姓纂·十一暮》及《氏族略》五有步大汗氏，云“出自塞北，迁中土”。《北齐书》有《步大汗萨传》，称“太安狄那人”。《后魏太平二年中岳嵩高庙碑》阴题名有步大汗契□真。隶书“步”作“𡵯”，字形与“出”字极近。《中岳碑》“步”即作“𡵯”。所以《魏书·官氏志》中“出”当为“步”之讹误。 《梁书·元帝纪》中“步大汗萨”作“步六汗萨”，两次都是如此记载，姚薇元认为步大汗氏本作步六汗，也就是破落汗。隶书“大”与“六”形极似，容易讹误。《中岳碑》虽作“步大汗”，但是碑已剥泐，字极漫漶，
录文的人可能是依靠《北齐书》之参证而识为大字，所以不足以作为证据。破落汗氏，《北齐书》及《北史》作“破六韩”，《周书》作“破六汗”，“步”与“破”，“落”与“六”，“汗”与“韩”，都是同语异译。由“破”、“步”之异译，知“出”之误。由“落”、“六”之异译，知“大”之误。由“汗”、“韩”之异译，就可知破六韩氏即曾改韩氏的步六汗氏。

## 引用
1. 1 2  《北齊書·卷二十·列傳第十二》·步大汗薩條：步大汗薩，太安狄那人也。曾祖榮，仕魏歷金門、化正二郡太守。父居，龍驤將軍、領民別將。正光末，六鎮反亂，薩乃將家避難南下，奔爾朱榮於秀容。
2. 1 2 3  《北史·卷五十三·列傳第四十一》·步大汗薩條：步大汗薩，代郡西部人。祖榮，代郡太守。父居，龍驤將軍、領人別將。
3. ↑  《北齊書·卷二十·列傳第十二》：後從榮入洛，以軍功除揚武軍帳內統軍，賜爵江夏子。從平葛榮，累前後功，加鎮南將軍。榮死後，從尒朱兆入洛，補帳內大都督，從兆拒戰於韓陵。
4. ↑  《北齊書·卷二十·列傳第十二》：兆敗，薩以所部降。高祖以為第三領民酋長，累遷秦州鎮城都督、北雍州刺史。天平中，轉東壽陽三泉都督。元象中，行燕州，累遷臨川領民大都督，賜爵長廣伯。
5. ↑  《北齊書·卷二十·列傳第十二》：時茹茹寇鈔，屢為邊害，高祖撫納之，遣薩將命。還，拜儀同三司。出為五城大都督，鎮河陽。又加車騎大將軍、開府，進封行唐縣公，減勃海三百戶以增其封。仍授晉州刺史，別封安陵縣男，邑二百戶，加驃騎大將軍。齊受禪，改封義陽郡公。
6. ↑  《資治通鑑·卷一百六十五·梁紀二十一》：（世祖孝元皇帝下承聖二年（北齊天保四年）九月壬午）齊主使郭元建治水軍二萬餘人於合肥，將襲建康，納湘潭侯退，又遣將軍邢景遠、步大汗薩帥眾繼之。陳霸先在建康聞之，白上；上詔王僧辯鎮姑孰以御之。
7. ↑  《資治通鑑·卷一百六十五·梁紀二十一》：（世祖孝元皇帝下承聖三年（北齊天保五年））六月，壬午，齊步大汗薩將兵四萬趣涇州。
8. ↑  姚薇元. . 北京市: 中华书局. 2007.07: 126—128. ISBN 978-7-307-11562-0 （中文（简体））.

## 延伸阅读
[在维基数据编辑]
 《北齊書/卷20》，出自李百药《北齊書》
 《北史·卷053》，出自李延壽《北史》